# Propeenoxide
Propeenoxide (ook wel propyleenoxide of 2-methyloxiraan genoemd) is een organische verbinding met als brutoformule C3H6O. De stof komt voor als een kleurloze, zeer licht ontvlambare vloeistof met een etherachtige geur. De verbinding is oplosbaar in water, ethanol en di-ethylether.

## Synthese
In tegenstelling tot etheen, dat via partiële oxidatie met dizuurstof vrij eenvoudig kan omgezet worden tot etheenoxide, is propeen op deze manier veel moeilijker om te zetten.

### Chloorhydrineproces
Het oudste commerciële proces, ingevoerd rond 1910, is het chloorhydrineproces, dat in 2003 nog ca. 40% van de wereldcapaciteit uitmaakte. Het is een complex proces met hoge investeringskosten. Propeen en dichloor reageren in water tot (twee isomeren van) propeenchloorhydrine (namelijk 1-chloor-2-propanol en 2-chloor-1-propanol):
{\displaystyle {\ce {H2C=CHCH3 + HOCl -> H2ClC-CHOH-CH3 + H2OHC-CHCl-CH3}}}
In een tweede stap wordt dit mengsel behandeld met een base zoals calciumhydroxide of kaliumhydroxide, waardoor eliminatie plaatsgrijpt:
{\displaystyle {\ce {H2ClC-CHOH-CH3 + KOH -> C3H6O + KCl + 2 H2O}}}
Door het gebruik van het zeer giftige chloorgas en de vorming van toxische gechloreerde nevenproducten en chloorhoudend afvalwater is het ook een milieubelastende technologie.

### Hydroperoxidatie
De tweede generatie van propeenoxide-productieprocessen maakt gebruik van hydroperoxidatie van een koolwaterstof, dat daarna met propeen reageert tot vorming van propeenoxide en een alcohol als nevenproduct:
{\displaystyle {\ce {R-H + O2 -> ROOH}}}
{\displaystyle {\ce {ROOH + C3H6 -> C3H6O + ROH}}}
Dit nevenproduct kan ofwel als dusdanig verkocht worden, ofwel verder omgezet worden tot een commercieel interessant product, ofwel terug in het proces gerecycleerd worden via dehydratie tot een alkeen en hydrogenering tot het oorspronkelijke koolwaterstof. Als katalysator voor de propeenoxide-reactie worden metaalverbindingen op basis van molybdeen, titanium of wolfraam gebruikt.
Deze processen werden vanaf 1970 industrieel geëxploiteerd. De twee meest gebruikte zijn het PO/TBA-proces met isobutaan als koolwaterstof, en het PO/SM-proces met ethylbenzeen als koolwaterstof. In het PO/TBA-proces wordt methylpropaan omgezet tot tert-butylhydroperoxide, dat reageert met propeen tot propeenoxide en 2-methyl-2-propanol (tert-butanol). Dit alcohol kan als dusdanig worden verkocht of, na omzetting tot isobuteen, verder reageren met methanol tot methyl-tert-butylether (MTBE), een additief voor benzine.
In het PO/SM-proces wordt ethylbenzeen omgezet tot ethylbenzeenhydroperoxide (EBHP) dat op zijn beurt met propeen reageert tot propeenoxide en 1-fenylethanol. Dit alcohol wordt verder omgezet wordt tot het commercieel interessante styreen.
Deze processen zijn verantwoordelijk voor het grootste productievolume van propeenoxide, maar ze hebben als nadeel dat ze afhankelijk zijn van de marktcondities voor deze nevenproducten.
Een moderne variant, ontwikkeld door het Japanse bedrijf Sumitomo, vertrekt van cumeen. Dit wordt met zuurstof geoxideerd tot cumeenhydroperoxide. Dit reageert met propeen tot propeenoxide en 2-fenyl-2-propanol. Dit laatste wordt opnieuw omgezet naar cumeen via dehydratie tot alfa-methylstyreen en hydrogenering tot cumeen, zodat er geen nevenproduct geproduceerd wordt. Deze technologie werd in 2003 in gebruik genomen.
Een andere modern proces is de reactie van propeen en waterstofperoxide tot propeenoxide en water, zonder verdere nevenproducten:
{\displaystyle {\ce {C3H6 + H2O2 -> C3H6O + H2O}}}
Op de site van BASF in Antwerpen is een productie-eenheid gebouwd volgens dit proces, de zogenaamde HPPO-eenheid (Hydrogen Peroxide to Propylene Oxide). Deze eenheid, die in 2008 operationeel werd, is een joint venture tussen BASF en Dow Chemical en heeft een ontwerpcapaciteit van 300.000 ton/jaar.
Een verwante productiemethode is de hydro-oxidatie van propeen met zuurstof en waterstof, waarbij eveneens propeenoxide en water worden gevormd:
{\displaystyle {\ce {C3H6 + O2 + H2 -> C3H6O + H2O}}}
Een selectieve katalysator is nodig om nevenreacties (verbranding van propeen en vorming van propaan door hydrogenering) te onderdrukken. Een Amerikaans patent beschrijft een methode waarbij de reactie wordt uitgevoerd in een oplosmiddel (bijvoorbeeld methanol of ethanol) met behulp van een vaste, samengestelde katalysator op basis van titaniumsilicaat, palladium en niobium.

## Toepassingen
De grootste toepassing van propeenoxide is als grondstof in de productie van polyetherolen, een van de basiscomponenten van polyurethanen. Het wordt ook gebruikt om propeenglycol te maken, evenals glycolethers (zoals 1-methoxy-2-propanol = propyleenglycolmonomethylether), dipropeenglycol, propyleencarbonaat, isopropanolamines en andere chemicaliën. Het wordt verder onder andere ook gebruikt in smeermiddelen, oppervlakteactieve stoffen, in vlamvertragers, als oplosmiddel en sterilisatiemiddel.
Het totale verbruik van propeenoxide wereldwijd werd in 2003 geschat op 5,1 miljoen ton, waarvan ca. 90% ging naar de productie van propeenglycol, polyolen en glycolethers.

## Toxicologie en veiligheid
Propeenoxide kan polymeriseren bij hoge temperatuur of onder invloed van basen, zuren of metaalchloriden, met brand of ontploffing als mogelijk gevolg. Het reageert hevig met chloor, ammoniak, sterk oxiderende stoffen en zuren, met kans op brand en ontploffing. De damp is zwaarder dan lucht en kan zich langs de grond verspreiden; ontsteking op afstand is mogelijk.
Propeenoxide kan in het lichaam worden opgenomen door inademing, door de huid en door inslikken. Bij kortstondige blootstelling is de stof irriterend voor de ogen, de huid en de luchtwegen. Herhaald of langdurig contact kan de huid gevoelig maken. Propeenoxide is mogelijk kankerverwekkend voor de mens.
Een voor de gezondheid schadelijke concentratie in de lucht, kan zeer snel worden bereikt bij verdamping van deze stof bij 20 °C.
De limiet voor blootstelling aan deze stof is in de Verenigde Staten van Amerika vastgesteld op 2 ppm (5 mg/m³) en in Nederland op 2,5 ppm (MAC-waarde als tijdsgewogen gemiddelde voor 8 uur). De geurdrempel ligt op 43 ppm. Dit betekent dat er geen waarschuwende geur is, zelfs als giftige concentraties reeds bereikt zijn. De explosiegrenzen in lucht liggen tussen 2 en 38,5%.